# Nubbekullens hembygdsgård

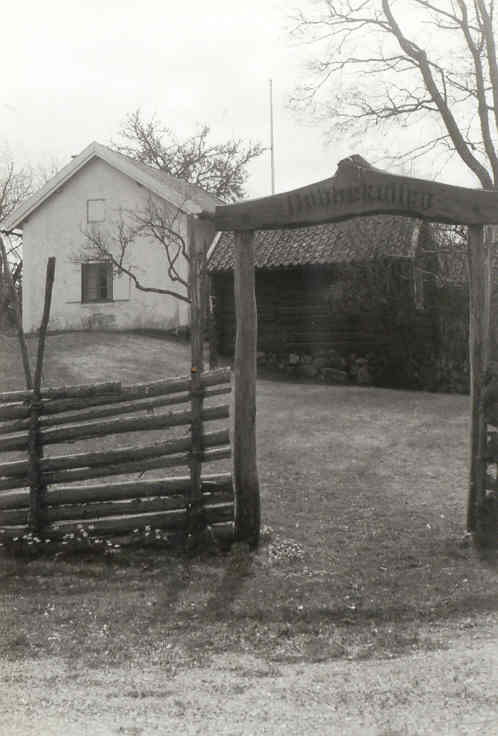
Nubbekullen är en reveterad enkelstuga med två knuttimrade flyglar.

Nubbekullens hembygdsgård är en gård och ett museum i Västra Ny socken, Motala kommun, Östergötland. Museet hyser 2000 bruksföremål och en mindre tavelsamling av konstnären August Malmström, som föddes på platsen. Museet drivs av Västra Ny Hembygdsförening.

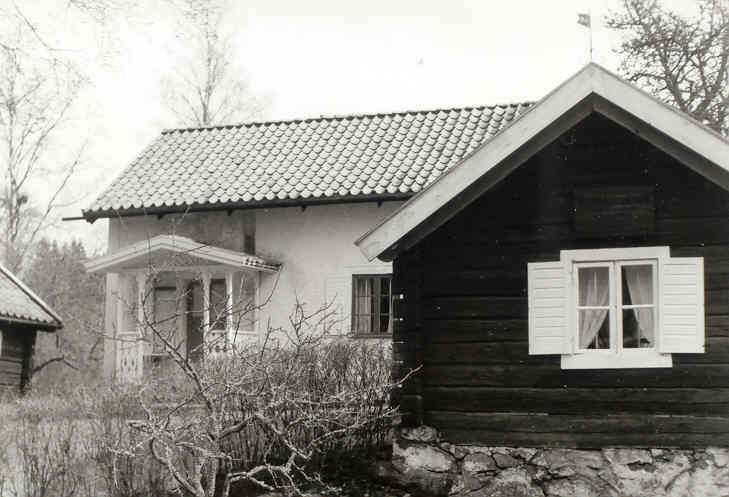
Nubbekullen 1992.